# In tweevoud
In tweevoud is het 93ste stripverhaal van De Kiekeboes. De reeks wordt getekend door striptekenaar Merho. In dit stripalbum worden twee eerder verschenen korte verhalen gebundeld in plaats van één lang verhaal. Dit werd al eens voorgedaan in album 31 Klavertje vier waar er vier kortverhalen werden gebundeld en later nog eens in album 118 Kort en bondig met opnieuw twee verhalen. De Appelsmoes en Een kwestie van Tai-Ming maakten eerder al deel uit van de Spar-uitgaven.

## Verhaal

### De appelsmoes
Wanneer Marcel ontdekt hoeveel geld er kan verdiend worden met showbusiness, laat hij Fanny een contract tekenen met Adam Appel die belooft snel van haar een beroemde zangeres te maken. Alles loopt echter anders dan Kiekeboe gedacht had, hij betaalt zich blauw aan Adam Appel en met de carrière van Fanny vlot het niet echt. Al snel blijkt dat Adam Appel een bedrieger is die niet alleen Fanny gouden bergen beloofd heeft...

### Een kwestie van Tai-Ming
Fanny wint een Chinese vaas op een schoonheidswedstrijd. Iemand blijkt meer dan gewone interesse te hebben voor de vaas en al snel is iedereen ervan overtuigd dat het om een echte Tai-Ming vaas gaat. Twee ongure kerels proberen de vaas van Kiekeboe te stelen, maar is de vaas echt wel zoveel waard?